# Boleslav V. Heretik
Boleslav V. Opolský též Husita, Heretik či Wołoszek (1400–1460) byl kníže z Opolské větve slezských Piastovců. Svá přízviska získal kvůli spolupráci s husitskými oddíly během Husitských válek ve Slezsku.

## Mládí
Pokračoval v politice svého otce, na jehož popud se za účelem získání spojenectví polského krakovského dvora oženil s mezi lety 1417–1419 s nevlastní dcerou polského krále Vladislava Jagelly, Alžbětou. Tato událost vedla k vytvoření Bolkova samostatného údělu, nejprve zahrnujícímu jen polovinu Horního Hlohova s příslušným zbožím, později rozšířeným o polovinu Prudniku. V obou městech držel jejich druhou polovinu jeho strýc, Bernard Opolský. Dle starších publikací následně Bolek V. odcestoval do Prahy, aby zde podstoupil studium na Karlově univerzitě, kde se měl údajně seznámit s učením Jana Husa. Dle Davida Radka je pro absenci pramenů tato teze v současné historiografii překonána. S jistotou je doložen v únoru roku 1420, kdy složil s ostatními slezskými knížaty (spolu se svým otcem a strýcem) ve Svídnici hold Zikmundu Lucemburskému.

## Bolek V. a husité
Jakožto straník Zikmunda Lucemburského se po boku slezských knížat podílel na výbojích na území ovládaných husity. Díky mocenskému vzestupu husitských svazů po roce 1425 museli Slezané přejít do defenzívy a byli neustále ohrožováni kališnickými oddíly vedenými Janem Tovačovským. V reakci na to slezská knížectví oživila ideu koordinované obrany a roku 1427 uzavřela obranný spolek, jehož účelem bylo pravidelné předávání informací o pohybech husitských vojsk a vzájemná pomoc v případě napadení. Tento spolek se ukázal jako vysoce neefektivní a při tažení Prokopa Holého do Horního Slezska v roce 1428 nepředstavoval pro husity významný problém. Při tomto tažení byly popleněny Bolkovy majetky Horní Hlohov a město Prudnik a po drtivé porážce knížecího spolku u Vratislavi byli Slezané nuceni uzavřít s kališníky příměří a zaplatit tučné výpalné.
Po demonstraci husitské síly Bolek pochopil, že nejlepší cesta jak uchránit rodové državy a kompenzovat ztráty z předchozích bojů je přidat se na stranu husitů a nejpozději od jara 1430 je doloženo jeho připojení k husitským houfcům pustošící Horní Slezsko. Tato spolupráce mu vynesla držbu hradů Meristow a Greislau, které vzápětí ztratil. V roce 1433 byl v bitvě u Rybníku poražen Mikulášem V. Krnovským a musel se stáhnout na své statky. Tato porážka znamenala odchod husitů ze Slezska. Po obnovení pořádku dosáhl Bolek IV. při jednáních se Zikmundem v roce 1435 odpuštění synových zločinů.

## Bolek V. a samostatná vláda
Po smrti Bolka IV. Opolského roku 1437 se z Bolka V. stal prakticky nezávislý zeměpán a když na něj v červnu téhož roku strýc Bernard přepsal zbývající poloviny jeho měst, shromáždil Bolek V. ve svém vlastnictví poměrně celistvé území v podhůří Jeseníků.
Po smrti českého krále Zikmunda Lucemburského byl koncem května 1438 prohlášen svými straníky v Mělníku českým králem Kazimír IV. Jagellonský, protikrál k Zikmundovu zeti Albrechtu Habsburskému. Za této situace Kazimír vytáhl do Slezska, kde 6. října 1438 ve vojenském táboře u Střelců uzavřel se slezskými knížaty, mezi nimiž se Bolek V. nacházel, smlouvu o respektování polských nároků na český trůn. Přesto po vpádu uherských vojsk do Polska a následném stažení se Kazimíra holdoval Bolek V. Albrechtu Habsburskému. Po jeho náhlé smrti a po zvolení Ladislava Pohrobka českým králem se přesto opět přimkl k polské straně.
Díky záběrům církevního majetku, využívání loupeživých slezských šlechticů a účasti na válce o Seveř získal Bolek V. značné finanční prostředky, díky kterým byl schopen realizovat své mocenské cíle prostřednictvím půjček, které za patřičné zástavy území a majetku poskytoval primárně zoufalým Opavským Přemyslovcům, díky čemuž se mu povedlo rozšířit svou doménu o podstatnou část přemyslovského zboží. V roce 1440 dostal od Václava II. Opavského do zástavy hrad Edelštejn i s městečkem Zlaté Hory a dokonce i část šperků od Alžběty Opavské. Mezi lety 1453–1457 získal od Arnošta Opavského do zástavy nejprve Bílovec, a nakonec i dvě třetiny samotného centra Opavských Přemyslovců, Opavy. Diky promyšleným krokům a obratné politice se stal jedním z nejmocnějších slezských knížat své doby a dokazal uniknout i výraznějším postihům za přepadávání polských kupců a účasti na válce o Svěř ze strany Kazimíra Jagellonského.

## Osobní život
Se svou ženou Alžbětou zplodil někdy kolem roku 1430 svého jediného potomka Václava, který nejpozději kolem roku 1450 zemřel, tyto skutečnosti jsou však zatíženy nedostatkem pramenů. Mezi lety 1444–1450 Bolek V. svou ženu zavrhl a oženil se s Hedvikou z Běsů. Tento sňatek zůstal bezdětný.